# Propeleda rhytida
Propeleda rhytida is een tweekleppigensoort uit de familie van de Nuculanidae. De wetenschappelijke naam van de soort is voor het eerst geldig gepubliceerd in 1908 door Dall als Leda (Leda) rhytida.